# Ruda Śląska Plaza
Ruda Śląska Plaza − centrum handlowo-rozrywkowe zlokalizowane w centrum Górnośląskiego Okręgu Przemysłowego, w mieście Ruda Śląska, dzielnicy Wirek.
Centrum należy do sieci Centrum Plaza. Otwarcie nastąpiło 1 listopada 2001 roku.
Centrum handlowe ma 20 tysięcy metrów kwadratowych powierzchni oraz parking na 600 samochodów. Centrum posiada 8-salowe kino. W centrum znajdował się także Fantasy Park (zlikwidowany 27 kwietnia 2013) przemianowany na Pink Bowling&club, w którym znajdował się tor do kręgli, stoły bilardowe oraz automaty do gier.